# Lubska

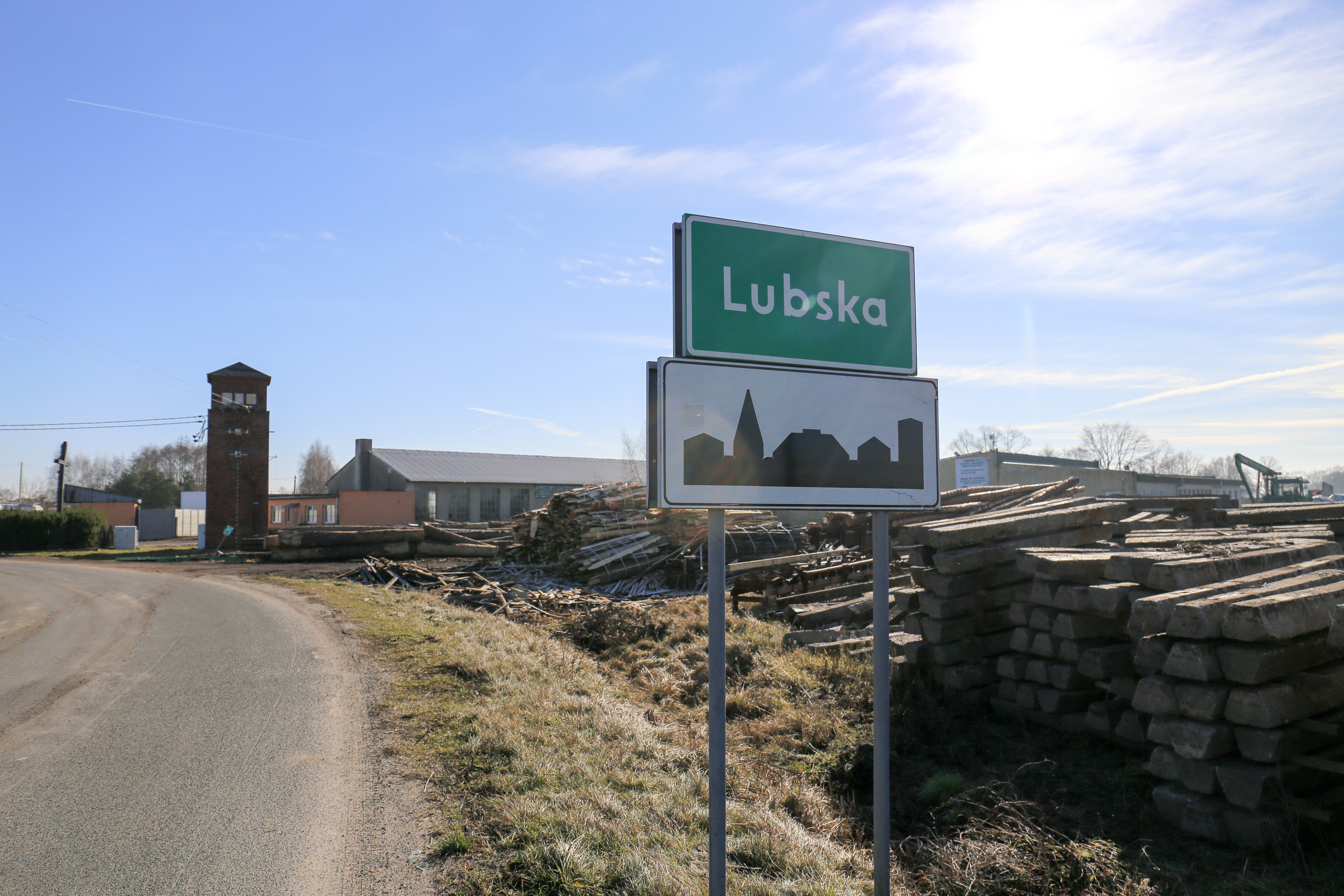
Ortseingang

Lubska (deutsch: Laubsky, 1935–1945 Lauben) ist ein Ort in der Landgemeinde Wilków im Powiat Namysłowski der Woiwodschaft Opole in Polen.

## Geographie
Das Straßendorf Lubska liegt fünf Kilometer südwestlich von Wilków, acht Kilometer westlich von Namysłów (Namslau) und 63 Kilometer nordwestlich von Opole (Oppeln) in der Schlesischen Tiefebene am linken Ufer der Widawa (Weide), einem rechten Zufluss der Oder.
Nachbarorte von Lubska sind im Osten Dębnik (Damnig), im Süden Krasowice (Kraschen) und im Westen Młokicie (Weidenbach).

## Geschichte
Erstmals urkundlich erwähnt wurde „villa Lubsche“ im Zehntregister Liber fundationis episcopatus Vratislaviensis aus den Jahren 1295–1305.
Nach dem Ersten Schlesischen Krieg 1742 fiel Laubsky mit dem größten Teil Schlesiens an Preußen.
Nach der Neuorganisation der Provinz Schlesien gehörte die Landgemeinde Laubsky ab 1816 zum Landkreis Oels, mit dem es bis 1945 verbunden blieb. 1845 bestanden im Dorf ein Schloss, zwei Vorwerke, eine Wassermühle, ein Wirtshaus, eine Brennerei, eine Ziegelei und 30 Häuser. Die Einwohnerzahl betrug 239, davon 20 katholisch. 1874 wurde der Amtsbezirk Kraschen gegründet, zu dem die Landgemeinden Kraschen, Laubsky und Weidenbach sowie die gleichnamigen Gutsbezirke gehörten.
1905 zählte Laubsky 18 Häuser und 73 Einwohner. 1933 waren es 143 Einwohner. Am 29. November 1935 wurde der Ortsname in Lauben geändert. 1939 lebten 170 Menschen in Lauben.
As Folge des Zweiten Weltkriegs fiel Lauben 1945 mit dem größten Teil Schlesiens 1945 an Polen. Nachfolgend wurde es Lubska umbenannt und der Woiwodschaft Schlesien angeschlossen. 1950 gelangte es an die Woiwodschaft Opole. Seit 1999 wurde gehört es zum Powiat Namysłowski.

## Sehenswürdigkeiten
- Historischer Getreidespeicher aus dem 19. Jahrhundert
- Reste der Wassermühle
- Steinerne Wegekapelle